# Susi Juvan

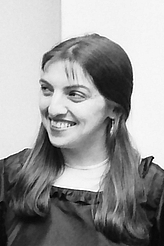
Susi Juvan (1982)

Susi Juvan (* 5. Februar 1952 in Ebersbach-Musbach) ist eine deutsche Künstlerin.

## Leben
Geboren im oberschwäbischen Ebersbach-Musbach, Landkreis Ravensburg studierte sie von 1968 bis 1972 am Pasadena City College, Los Angeles County Zeichnen, Malerei und Design. Das Studium an der Staatlichen Akademie der Bildenden Künste Karlsruhe Außenstelle Freiburg im Breisgau beendete sie 1978 als Meisterschülerin von Peter Dreher.
Juvan lebt und arbeitet in Freiburg und Basel.

## Stil
Anfangs malte Juvan eher Bilder großen Formats in Eitempera, ging später zu einer Mischtechnik von Öl- und Acrylfarbe über und malt in jüngster Zeit bevorzugt mit Acrylfarbe.

## Mitgliedschaften
- Künstlerbund Baden-Württemberg, 1980

## Preise (Auswahl)
- Oberschwäbischer Kunstpreis, Förderpreis, 1979[2]
- Reinhold-Schneider-Preis, Förderpreis, 1982[1]
- Reinhold-Schneider-Preis, 2016[1]

## Ausstellungen (Auswahl)
- Zeppelin Museum Friedrichshafen, 1992
- Galerie Carzaniga & Uecker Basel, 1994
- Artforum Sick Waldkirch, 2002